# 1855 Korolev
1855 Korolev è un asteroide della fascia principale. Scoperto nel 1969, presenta un'orbita caratterizzata da un semiasse maggiore pari a 2,2478345 UA e da un'eccentricità di 0,0834826, inclinata di 3,07444° rispetto all'eclittica.
È dedicato all'accademico sovietico Sergej Pavlovič Korolëv.